# گراسیلا بورخس
گراسیلا بورخس (اسپانیایی: Graciela Borges‎؛ ‏ تلفظ اسپانیایی: [ɡɾaˈsjela ˈβorxes]؛ زادهٔ ۱۰ ژوئن ۱۹۴۱) بازیگر اهل آرژانتین است. وی از سال ۱۹۵۸ میلادی تاکنون مشغول فعالیت بوده است.
از فیلم‌ها یا برنامه‌های تلویزیونی که وی در آن نقش داشته است، می‌توان به مرداب، سیرسه، بیوه‌ها و کودکستان اشاره کرد. در سال ۲۰۱۵، انجمن منتقدان فیلم آرژانتین جایزه کرکس نقره‌ای را به پاس یک عمر دستاورد هنری به او اهدا کرد.